# Batalla del río Almá
La batalla del río Almá fue una batalla de la guerra de Crimea, entre el Imperio ruso y la alianza anglo-franco-otomana. Tuvo lugar el 20 de septiembre de 1854, a orillas del río Almá, hoy en territorio disputado entre Rusia y Ucrania. Fue la primera gran batalla en este conflicto (1854-1856). La alianza derrotó a los rusos, que perdieron cerca de seis mil hombres.
En memoria de esta batalla uno de los puentes de París recibió su nombre, el Pont de l'Alma, bajo el que pereció en un accidente de automóvil Diana Spencer y su entonces amante, Dodi Al-Fayed. También existen con este nombre una plaza Place de l'Alma y un palacio Palais de l'Alma.